# 莫爾蘭米爾 (加利福尼亞州)
莫爾蘭米爾（英語：Moreland Mill）是位於美國加利福尼亞州克恩縣的一個非建制地區。該地的面積和人口皆未知。

## 地理
莫爾蘭米爾的座標為35°30′26″N 118°21′18″W / 35.50722°N 118.35500°W，而該地的平均海拔高度為2360米（即7743英尺）。